# Джеральд Вайнберг
Дже́ральд Ва́йнберг (англ. Gerald (Jerry) Marvin Weinberg; 27 жовтня 1933, Чикаго —7 серпня 2018) — американський вчений-інформатик, консультант, автор і викладач з розробки програмного забезпечення, її психології та антропології.

## Біографія
Народився у Чикаго в 1933 році. У 1963 році отримав  докторський ступінь в Мічиганському університеті.
Почав працювати з обчислювальними машинами IBM в 1956 році у вашингтонському федеральному відділі систем, де був менеджером відділу з керування системами  Проекту Меркурій (1959-1963). Метою проекту був запуск людини на навколоземну орбіту.
У 1960 році публікує одну зі своїх перших книжок — «Real-Time Multiprograming in the Project Mercury».
З 1969 року є головним консультантом і керівником компанії "Weinberg & Weinberg". Проводить такі семінари як AYE Conference «The Problem Solving Leadership» c 1974, а також семінар про The Fieldstone Method. Пізніше виступав як автор Dorset House Publishing з 1970 року, консультант в Microsoft з 1988 року, керуючий на Shape Forum з 1993 року.
Як запрошений професор виступав в Університет Небраски в Лінкольні, SUNY Binghamton і в Колумбійський університет. Починаючи з 1950-х років стає членом Society for General Systems Research . Також є одним із засновників IEEE Transactions on Software Engineering, членом Southwest Writers і Oregon Writers Network, а також ключовим доповідачем низки конференцій, присвячених розробці ПЗ.
У 1993 році отримав J.-D. Warnier Prize за видатні досягнення в науках про інформатику, у 2000 році став переможцем Stevens Award за внесок в розробку програмного забезпечення, в 2010 отримав першу щорічну нагороду Luminary Award в номінації Software Test Professionals та Європейську нагороду Взірцевого Тестування (European Testing Excellence Award) у 2013. 

## Робота
Його найбільш відомими книгами є «Психологія комп'ютерного програмування» («The Psychology of Computer Programming») та «Введення до загального системного мислення» («Introduction to General Systems Thinking»).
Вайнберг також відомий як автор ряду гумористичних афоризмів, наприклад, «закону близнюків» (Weinberg's Law of Twins) з книги «Секрети консалтингу»  (1986): (підрядковий переклад)
Одного разу автор їхав в автобусі по Нью-Йорку. На одній зупинці в автобус увійшла мати з 8-ма маленькими дітьми. Вона поцікавилась у водія про ціну проїзду. «Один долар для дорослого і пів-долара для дітей від п'яти років». Жінка подякувала і простягнула водієві один долар. «Ви хочете сказати, що всім вашим дітям менше п'яти років?» - здивувався водій. Жінка пояснила, що у неї чотири пари близнюків віком від року до чотирьох. «Вибачте, пані, у вас справді весь час народжуються близнюки?». «Не приведи Боже, ні! Більшість часу у нас ніхто не народжується!». Закон близнюків говорить: «Як би багато роботи й зусиль не прикладалося б, більшість часу на більшій частині світу не відбувається нічого важливого».
Написав ряд оповідань, є членом спільноти письменників Book View Café.

## Книжки
Вайнберг опублікував понад 40 книжок та понад 400 статей  . Серед них:
- 1971. The Psychology of Computer Programming.. Silver Anniversary Edition (1998) ISBN 0-932633-42-0
- 1982. Are Your Lights On?: How to Figure Out what the Problem Really is‎. With Donald C. Gause. ISBN 0-932633-16-1
- 1986. Becoming a Technical Leader: An Organic Problem-Solving Approach. ‎ISBN 0-932633-02-1
- 1986. Secrets of Consulting: A Guide to Giving and Getting Advice Successfully. ISBN 0932633013
- 1988. General Principles of Systems Design. With Daniela Weinberg. ISBN 0-932633-07-2
- 1992. Quality Software Management: Anticipating Change‎. Vol. 1: Systems Thinking. ISBN 0-932633-22-6
- 2001. An Introduction to General Systems Thinking: Silver Anniversary Edition ISBN 0-932633-49-8
- 2002. More Secrets of Consulting: The Consultant’s Tool Kit‎. ISBN 0-932633-52-8
- 2005. Weinberg on Writing: The Fieldstone Method‎ ISBN 0-932633-65-X
- 2008. Perfect Software: And Other Illusions about Testing ISBN 0932633692
- 2010. Freshman Murders ISBN 1453700153